# EGO
EGO var ett tyskt bilföretag som tillverkade bilar mellan 1921 och 1926.